# Georg Schramm

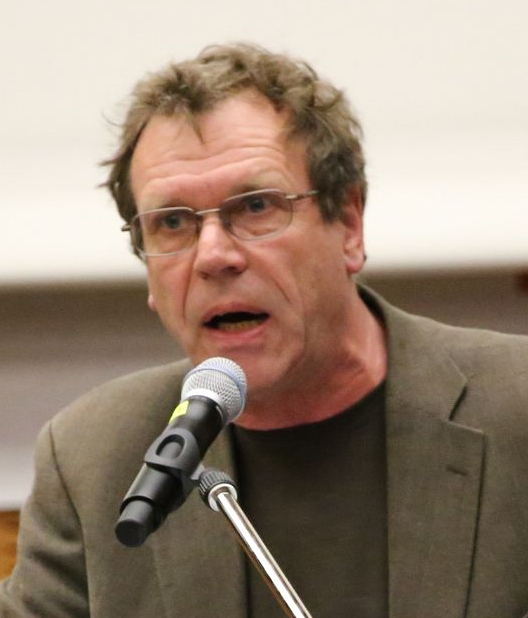
Georg Schramm (2014)

Georg Schramm (* 11. März 1949 in Bad Homburg vor der Höhe) ist ein ehemaliger deutscher Kabarettist – 2014 beendete er seine Bühnenkarriere, trat jedoch 2017 noch zwei Mal öffentlich auf.

## Leben
Schramm war das einzige Arbeiterkind seiner Gymnasialklasse. Nach dem Abitur verpflichtete er sich zunächst als Zeitsoldat bei der Bundeswehr und wurde Jahrgangsbester beim Einzelkämpferlehrgang. An der Offizierschule des Heeres fiel er wegen „charakterlicher Nichteignung“ beim Offizierslehrgang durch. Nach seiner Entlassung aus der Bundeswehr als Fähnrich wurde er zum Leutnant der Reserve befördert.
Anschließend studierte er Psychologie an der Ruhr-Universität Bochum und schloss das Studium mit Diplom ab. Von 1976 bis 1988 arbeitete er als Psychologe bei den Kliniken Schmieder in Gailingen, dann in Allensbach am Bodensee. Er wurde Betriebsratsmitglied und gewerkschaftlicher Vertrauensmann. Er lebte zu dieser Zeit in Konstanz, wo auch seine beiden Töchter geboren wurden und wo ihn der Intendant des Theaters Konstanz, Ulrich Khuon, zur Tätigkeit als Kabarettist ermutigte. Erst „im letzten Moment“ entschied er sich gegen eine Laufbahn als hauptamtlicher ÖTV-Gewerkschaftssekretär.
Nachdem er bereits ab 1983 erste Auftritte mit dem Noie Para-Theater in Konstanz hatte und dann ab 1985 vorerst noch wenig erfolgreich als Solo-Kabarettist durch die Lande getourt war, nahm er 1988 beim Klinikum eine zweijährige Auszeit. Erst ein TV-Auftritt beim Sender Freies Berlin zog weitere Engagements in Norddeutschland nach sich und ebnete den Weg für ein hauptberufliches Kabarettistendasein, von dem er sich 2014 nach 29 Jahren auf der Bühne schließlich in den Ruhestand verabschiedete.
Schramm ist zum zweiten Mal verheiratet, hat drei Kinder und lebt in Badenweiler im Markgräflerland.

## Kabarett

### Seine Besonderheiten und Figuren

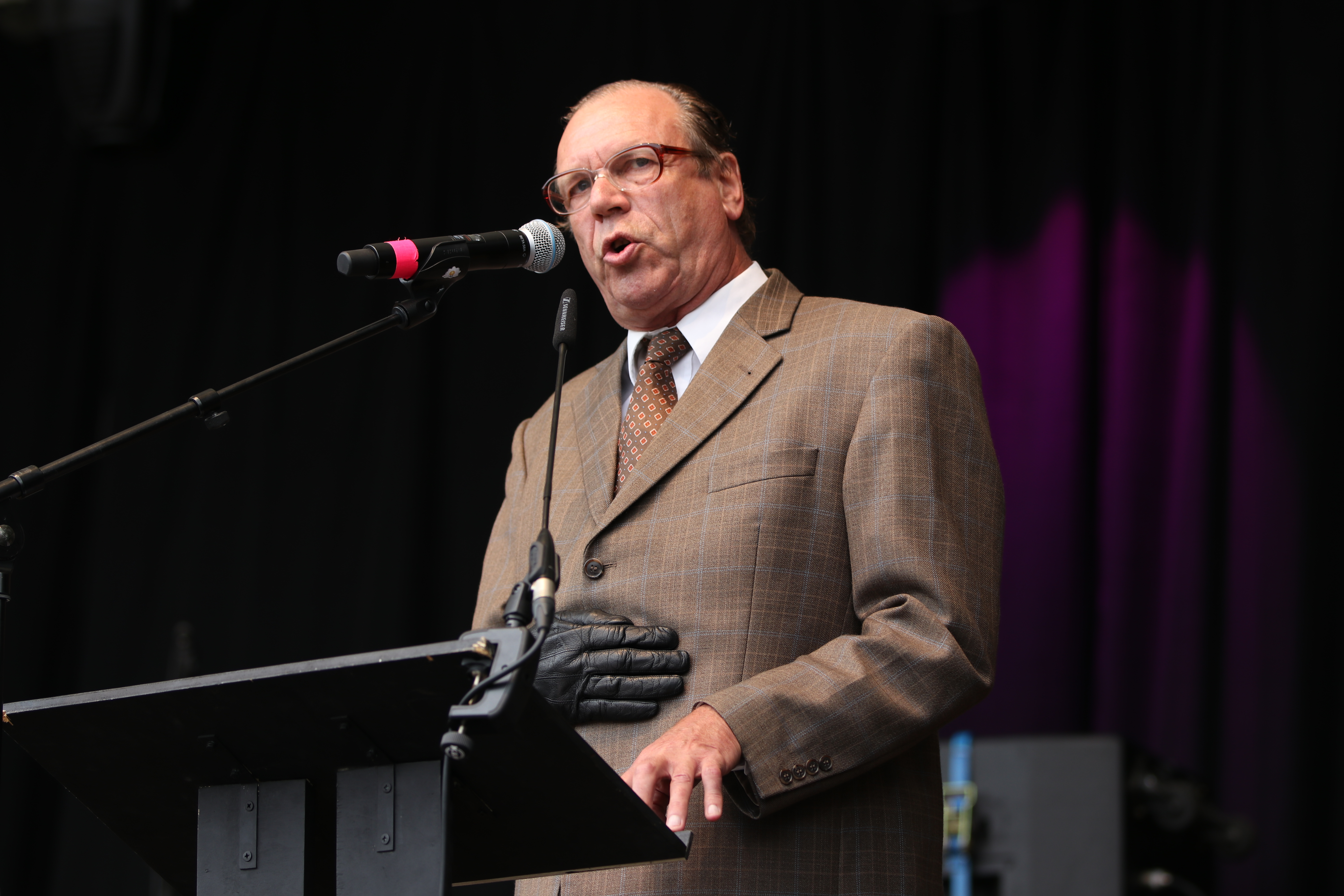
Georg Schramm 2018 als Rentner Lothar Dombrowski

Schramm wird von der Badischen Zeitung als „einer der besten, weil schärfsten, politischsten Kabarettisten Deutschlands“ bezeichnet. In seinen polemischen Texten analysierte und kritisierte er häufig das kapitalistische Wirtschaftssystem und den herrschenden Zeitgeist, indem er diesen mit den klassischen Bildungsidealen konfrontierte und dabei die Grenze zwischen Spaß und Ernst verwischte. Dabei trat er nahezu ausschließlich in Form selbstentwickelter Kunstfiguren vor das Publikum. Insbesondere seine bekannteren Bühnenfiguren waren dabei keine bloßen Skizzen funktionalisierter Typen, „sondern bis ins Detail ausgearbeitete Charaktere“.
Regelmäßig eingesetzte Figuren bei seinen Auftritten waren
- Lothar Dombrowski, ein renitenter altpreußischer Rentner (benannt nach einem ehemaligen Tagesschausprecher[10]),
- Oberstleutnant Sanftleben, ein von seinem langen Militärdienst gezeichneter Presse- und Öffentlichkeitsoffizier,
- Drucker August, ein mental in der Vergangenheit lebender hessischer Sozialdemokrat und ehemaliger Gewerkschafter, der im letzten Bühnenprogramm schließlich verrentet war (eine Figur, die zum Teil auf Schramms verstorbenen Vater zielte)[11]
- sowie ein stets Frohsinn versprühender und ewig kalauernder Rheinländer, der bei seinen Auftritten in Neues aus der Anstalt einen Pharmareferenten und in Schramms Bühnenprogrammen einen Durchschnittsmenschen ohne berufliche Spezifizierung darstellte.

Besonders seine leidenschaftliche Darstellung des Lothar Dombrowski forderte Kritiker wie Bewunderer heraus und machte Schramm auch einem größeren Publikum bekannt. In dieser Rolle des energischen Weltkriegsveteranen trug Schramm einen schwarzen Handschuh, der eine Handprothese darstellte.
Im Verlauf seiner verschiedenen Bühnenprogramme wandelte sich sein zunächst eher klassisches politisches „Nummernkabarett“, das er zur Darstellung seiner Kunstfiguren schauspielerisch anreicherte, immer mehr in Richtung einer durchkomponierten Theaterdarstellung, sodass neben seiner kabarettistischen später auch seine schauspielerische Leistung gewürdigt wurde.
Eine weitere Besonderheit seiner Kabarettdarbietungen und weiteren Auftritte war seine teilweise klar artikulierte persönliche Haltung zu den behandelten Themen. Schramm bot kein auf bloße Unterhaltung abzielendes politisches Kabarett, sondern forderte sowohl durch seine künstlerische Vorstellung als auch durch direkte Appelle eine inhaltliche Positionierung des Zuschauers ein. Dies äußerte sich beispielsweise auch bei seinen Abschlussreden an das Publikum, in denen er um Reflexion und persönliches Engagement warb. So empfahl er am Ende seines letzten Programms, Meister Yodas Ende, die Lektüre des Essays Empört Euch! von Stéphane Hessel.

### Stationen

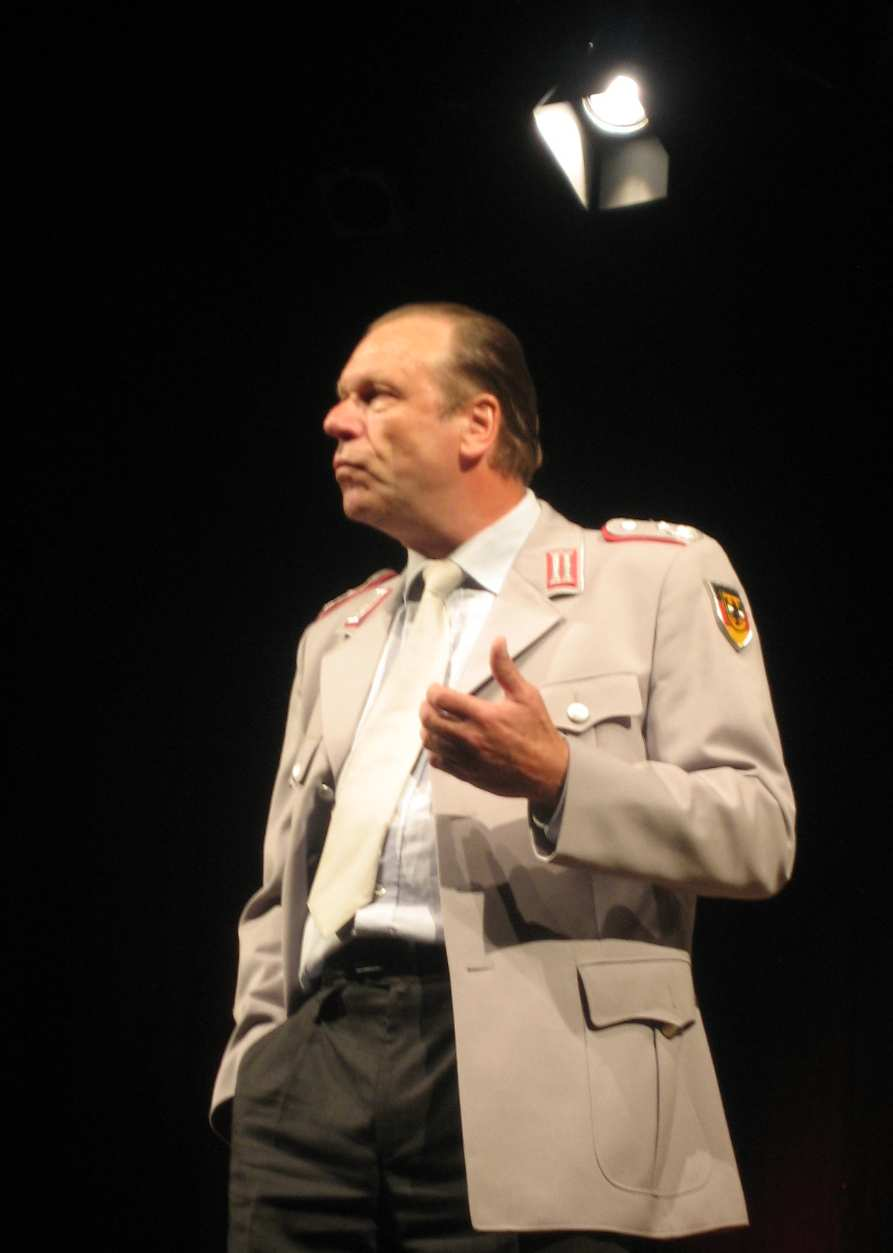
Georg Schramm 2007 als Oberstleutnant Sanftleben

In den 1990er Jahren hatte Georg Schramm mehrere Auftritte in Dieter Hallervordens TV-Kabarettreihe Hallervordens Spott-Light.
Auf Initiative Matthias Deutschmanns trug Schramm 1998 im Rahmen eines Festaktes zur 150-jährigen Wiederkehr der Badischen Revolution zwei Vorträge zum Projekt Bunter Abend für Revolutionäre bei: Die Bedeutung der Militärmusik bei den Scharmützeln im badischen Raum anno 1848 und Die Paulskirchenlüge, in denen er sich unter anderem polemisch mit Deutschtümelei und Nationalismus auseinandersetzte. Der Titel der Veranstaltung wurde dem Werk Asyl im Domizil. Bunter Abend für Revolutionäre (1968) von Wolfgang Neuss entlehnt. Mitschnitte des Abends erschienen als Hörbuch.
Schramm trat von 2000 bis 2006 als ständiges Ensemblemitglied in der Fernsehsendung Scheibenwischer der ARD auf, die er nach Dieter Hildebrandts Abschied ab 2003 mit leitete. Am 24. April 2006 kündigte er nach konzeptionellen und persönlichen Differenzen mit Mathias Richling und Bruno Jonas seinen Ausstieg aus der Sendereihe an. Richling plante, das Konzept vom politischen Kabarett hin zur Comedy-Unterhaltung zu verändern.
Seine letzte Moderation der Sendung Scheibenwischer hatte Schramm am 25. Mai 2006 ab 21.45 Uhr. Seine Nachfolge übernahm am 29. Juni 2006 der Kabarettist Richard Rogler.
2004 war Schramm zudem in einer kleinen Rolle als SS-Oberführer Humbert Achamer-Pifrader in Jo Baiers Stauffenberg-Verfilmung zu sehen.
Von Januar 2007 bis Juni 2010 (in der Regel einmal im Monat) empfing er zusammen mit Urban Priol im ZDF in der Kabarett-Reihe Neues aus der Anstalt Kollegen und Gäste und analysierte dort aus der Sicht einer psychiatrischen Tagesklinik das aktuelle politische Geschehen. Neben seinen übrigen Figuren trat er dabei vor allem als Lothar Dombrowski in der Rolle des Patientensprechers der Klinik auf. Am 25. Mai 2010 gab Georg Schramm bekannt, dass er die Kabarettreihe verlassen würde, um sich nach zehn Jahren intensiver Fernsehpräsenz wieder ganz auf sein Bühnenprogramm konzentrieren zu können. Am 8. Juni 2010 war Schramm zum letzten Mal in der Sendung zu sehen. In Folge 37 trat Frank-Markus Barwasser alias Erwin Pelzig als festes Mitglied der Sendung seine Nachfolge an. In der Folge am 1. Oktober 2013 war Schramm dann noch einmal als Gast in der Anstalt.
Im September 2007 erschien Schramms bisher einziges Buch Lassen Sie es mich so sagen – Dombrowski deutet die Zeichen der Zeit, in dem er die Geschichte der Bundesrepublik Deutschland aus der Sicht von Lothar Dombrowski anhand von Texten aus seinen Kabarettprogrammen von 1983 bis 2007 Revue passieren lässt.
Im Januar 2008 wurde Georg Schramm in seiner Rolle als Oberstleutnant Sanftleben von Alexander Kluge im Rahmen der Sendung News & Stories unter dem Titel Das Weichziel ist der Mensch. Oberstleutnant Sanftleben erläutert Kernprobleme der Truppe interviewt. Vier Jahre später trat Schramm erneut in einem Interview mit Kluge auf. Unter dem Titel Wer soll Europas Sprungtuch halten? beantwortete er im Januar 2012 in der erstmals dargebotenen Rolle des Erwin Dombrowski Fragen zur Finanz- und Eurokrise. Der als Cousin Lothar Dombrowskis vorgestellte „Brüsseler Sparkommissar“ ist dabei weitgehend deckungsgleich mit Schramms bekanntester Bühnenfigur angelegt.
Schramm war zwischen 2005 und 2013 mit seinen Programmen Thomas Bernhard hätte geschossen und Meister Yodas Ende – Über die Zweckentfremdung der Demenz, die auch im Fernsehen ausgestrahlt wurden, wieder auf Tournee.
Ende April 2011 trat Schramm bei der Verleihung des 25. Kleinkunstpreises Baden-Württemberg im Europa-Park Rust als Rentner Dombrowski auf. Vor 300 geladenen Gästen verarbeitete er die Vorgänge um die gerade abgewählte CDU-geführte Landesregierung und die Tätigkeit der baden-württembergischen Lottogesellschaft satirisch. Das Publikum, das überwiegend aus Vertretern dieser beiden Hauptsponsoren des Kleinkunstpreises bestand, reagierte mit teilweise derben Schmährufen. Besucher aus den hinteren Reihen des Saals feierten Schramm dagegen für seinen Auftritt, während dieser den Eklat zum Teil bedauerte, jedoch betonte, nichts zurücknehmen zu wollen. Das Preisgeld in Höhe von 5.000 Euro spendete Schramm, wie schon mehrfach, dem Verein medico international für Flüchtlingshilfe, dessen Stiftung er als Kuratoriumsmitglied angehört.
Im Juli 2012 kündigte Schramm an, dass er Ende 2013 mit seinem 25-jährigen Bühnenjubiläum seine Tournee als Solo-Kabarettist beenden würde:

„Ende 2013 werde ich 25 Jahre lang als Kabarettist auf der Bühne und vor der Kamera gestanden haben. 25 Jahre in denen ich (glücklicherweise) immer schon 2 Jahre im Voraus wusste, wann ich wo sein werde, was in diesem Fall bedeutet: zum 31.12.2013 werde ich aufhören, als Solo-Kabarettist auf Tour zu gehen. Deshalb wird es mit Beginn 2014 keine Tourneeplanung, Wartelisten und Vormerkungen mehr geben. Ich bedanke mich bei allen Veranstaltern für ihre Treue, ihr Bemühen – und auch ihr Interesse, mich ‚am Laufen‘ zu halten.“

Im Jahr 2013 gründeten Georg Schramm, Konstantin Wecker und Dieter Hildebrandt das Format stoersender.tv. Am 13. Dezember 2013 würdigte der Bayerische Rundfunk Georg Schramms Bühnenabgang in seiner Sendereihe radioSpitzen: „Zorn und Empörung sind die kreativen Kräfte, die ihn antreiben. Der Kabarettist Georg Schramm ist ein leidenschaftlicher Widerstandskämpfer, ein renitenter Moralist, der eingesehen hat, dass Vernunft ohne Moral letztlich keinen Wert besitzt.“ 2014 folgte noch eine kleine Abschiedstournee, die schließlich, von Jochen Malmsheimer und Urban Priol unterstützt, mit dem Programm Letzte Gardine – Eine Lederhand packt ein am 7. September 2014 in der Stadthalle Chemnitz endete. Die Süddeutsche Zeitung bezeichnete ihn anlässlich seines Teilabschieds als „Meister der Empörung […] gegen Turbo-Kapitalismus, Pflegenotstand und Duckmäusertum.“
Gemeinsam mit Urban Priol, Frank-Markus Barwasser und Jochen Malmsheimer war er am 17. Oktober 2017 in der 30. Folge der Anstalt zu sehen.
Im Berliner Hotel Pullmann hielt er in seiner Rolle des Lothar Dombrowski am 21. November 2017 eine Festrede anlässlich der Otto-Brenner-Preisverleihung 2017.

## Politisches Engagement
Nachdem Schramm in der Rolle des Lothar Dombrowski während seines letzten Auftritts in Neues aus der Anstalt am 8. Juni 2010 – wenige Tage nach Horst Köhlers Rücktritt als Bundespräsident – sein eigenes Ausscheiden aus der Kabarettsendung mit seiner geplanten Kandidatur bei der nächsten Bundespräsidentenwahl begründet hatte, wurde dies im Rahmen der Bundespräsidentenwahl 2012 von Mitgliedern der Piratenpartei und der Linken aufgegriffen und Schramm als möglicher Kandidat ins Gespräch gebracht. Er lehnte jedoch ab und erklärte, weiterhin „mit den Mitteln des politischen Kabaretts gegen eine Politik zu kämpfen, die zunehmend vom Recht der Stärkeren beherrscht wird und mit der Kraft der Lobbyisten und Interessenverbände die demokratische Gewaltenteilung unseres Rechtsstaates bedroht“.
Zusammen mit Urban Priol trat er bei den Montagsdemonstrationen gegen Stuttgart 21 in der Figur des Lothar Dombrowski auf. Im Rahmen einer Demonstration des Aktionsbündnisses Banken in die Schranken trat er zudem am 12. November 2011 in Frankfurt am Main vor der Deutschen Bank auf. Ebenso war er auf der Demonstration „#ausgehetzt“ am 22. Juli 2018 in München bei deren Schlusskundgebung auf dem Königsplatz aufgetreten. In einer Sitzung des Ausschusses für Arbeit und Soziales im EU-Parlament am 18. Februar 2019 trat er ebenfalls als Lothar Dombrowski auf, nachdem er vom fraktionslosen EU-Parlamentsabgeordneten Martin Sonneborn von der Partei Die PARTEI als Gastredner eingeladen worden war.
Schramm ist Befürworter von Genossenschaftsbanken und Teilhaber mehrerer landwirtschaftlicher und ökologisch engagierter Produktionsgenossenschaften.

## Sonstiges
Zusammen mit einigen anderen Größen des deutschen politischen Kabaretts der Nachkriegs- und neueren Zeit wie Bastian Pastewka, Carolin Kebekus, Florian Schroeder, Gerhard Polt, Helge Schneider, Michael Mittermeier, Oliver Masucci oder Sebastian Pufpaff erinnert und reflektiert Schramm in Aljoscha Pauses Film Fritz Litzmann, mein Vater und ich, der an Christi Himmelfahrt 2025 (29. Mai) deutschlandweit in die Kinos kam und z. B. am 2. Juni 2025 im Freiburger Harmonie-Kino in einer Premierenvorführung gezeigt wurde, an Bedeutung und Geschichte der Bonner Kleinkunstbühne Pantheon-Theater für das deutsche Nachkriegs-Kabarett und die Bonner Republik sowie die Rolle des Vaters Rainer Pause dort, bei den familiären Verhältnissen und der Biographie Aljoschas Pause.

## Werke

### Bibliografie
- Lassen Sie es mich so sagen. Dombrowski deutet die Zeichen der Zeit. Karl Blessing-Verlag, München 2007. ISBN 978-3-89667-348-0.

### Drehbuch / Schauspieler (TV-Serie)
- Hühnerfieber oder Stille Tage bei Wutzkes. Kabarett-Soap, 10-folgige Fernsehserie des SFB (heute: rbb) 1991/92, zusammen mit den Missfits und Erwin Grosche. Idee und Buch: Georg Schramm und Hilde Schneider. Deutsche Erstausstrahlung: 2. Juli 1992 in N3 (heute: NDR Fernsehen).

### Soloprogramme
- 1985: Solche Männer hat das Land
- 1989: Dein Platz an der Sonne
- 1996: Schlachtenbummler
- 2001: Ans Eingemachte – Best of
- 2001–2004: Mephistos Faust (Co-Autorin und Regie: Hilde Schneider)
- 2005–2009: Thomas Bernhard hätte geschossen (Regie: Rainer Pause)
- 2010–2013: Meister Yodas Ende. Über die Zweckentfremdung der Demenz (Regie: Rainer Pause)[40]
- 2014: Die letzte Gardine, eine Lederhand packt ein

### Diskografie
- Schlachtenbummler. Audio-CD, aufgezeichnet 1996 im Freiburger Vorderhaus. Unveränderte Neuauflage 2006. ISBN 978-3-86604-145-5
- Bunter Abend für Revolutionäre: Ein satirischer Festakt zur 1848er Revolution. Audio-CD, mit Matthias Deutschmann, Georg Schramm und Helmut Lörscher am Klavier, 1998.[41] ISBN 3-9317-8047-3
- Störtebeker. Ein Schwank in zwei Akten. DVD, aufgezeichnet beim 3satfestival, 2000.
- Mephistos Faust. DVD, aufgezeichnet beim 3satfestival 2002. ISBN 3-9810337-0-1.
- Thomas Bernhard hätte geschossen. Audio-CD, aufgezeichnet 2005 in der Comedia Köln. ISBN 978-3-9810337-2-4.
- Thomas Bernhard hätte geschossen. Ein Kabarett-Solo von und mit Georg Schramm. DVD, aufgezeichnet beim 3satfestival 2006. ISBN 978-3-9810337-3-1.
- Thomas Bernhard hätte geschossen, Update 2008. Audio-CD, aufgezeichnet am 28. September 2008 im Pantheon-Theater Bonn. ISBN 978-3-9810337-5-5
- Meister Yodas Ende. Über die Zweckentfremdung der Demenz. Audio-CD, aufgezeichnet im Juni 2011 im Pantheon-Theater Bonn, Fritz-Medienbüro. ISBN 978-3-9810337-7-9.
- Die letzte Gardine, eine Lederhand packt ein. 2 Audio-CDs mit Urban Priol und Jochen Malmsheimer. WordArt, Köln 2014. ISBN 978-3-8371-2973-1.

## Auszeichnungen
- 1986: Kleinkunstpreis Baden-Württemberg
- 1990: Salzburger Stier
- 1991: Deutscher Kleinkunstpreis in der Sparte Kabarett
- 1994: Leipziger Löwenzahn
- 1995: Markgräfler Gutedelpreis
- 1998: Gaul von Niedersachsen
- 1999: Deutscher Kabarettpreis Hauptpreis
- 2001: Stern des Jahres der Münchner Abendzeitung in der Sparte Kabarett[42]
- 2005: Schweizer Kabarett-Preis Cornichon[43]
- 2005: Tegtmeiers Erben Ehrenpreis
- 2007: Deutscher Fernsehpreis in der Kategorie Beste Comedy, gemeinsam mit Urban Priol
- 2008: Bayerischer Kabarettpreis Hauptpreis
- 2010: Prix Pantheon in der Sparte Reif und Bekloppt[44]
- 2011: Kleinkunstpreis Baden-Württemberg (Ehrenpreis)[20]
- 2011: Kleinkunstpreis der Stadt Aschersleben
- 2012: Deutscher Kleinkunstpreis Ehrenpreis des Landes Rheinland-Pfalz[45]
- 2012: Erich-Fromm-Preis der Internationalen Erich-Fromm-Gesellschaft – für einen, „der Unerhörtes hörbar macht“[46]
- 2013: Zeck-Kabarettpreis Hauptpreis ZECK[47]
- 2014: Göttinger Elch für das Gesamtwerk[48]
- 2015: Zeck-Kabarettpreis Ehrenpreis Gold ZECK[49]
- 2016: Bayerischer Kabarettpreis Ehrenpreis